# 여씨향약언해
여씨향약언해(呂氏鄕約諺解)은 조선 전기의 학자 김안국이 경상도 관찰사로 있으면서 간행한 언해서이다. 중국 남송의 주희가 주석을 단 여씨향약(呂氏鄕約)에 구결을 달고 한글로 옮겨 향약을 보급하고 도민을 교화하고자 하는 데에 목적이 있었다. 원문을 그대로 전달하기보다는 쉽게 이해시키기 위하여 원전보다도 주석을 풍부하게 달았다. 원간본은 정속언해와 함께 나왔다.
여씨향약언해는 1518년에 경상도에서 원간본이 나왔으나, 이듬해인 1519년에 이를 중앙정부에서 교정한 중간본(重刊本)이 간행되었다. 중간본 외에도 여러 시기의 이본이 널리 보급되어 향약을 시행하는 데에 공헌하였다. 또한 각 이본은 한국어 자료로서, 이들을 비교함으로써 중세 한국어 후기에서 근대 한국어로 이행하는 과정의 언어 개신(linguistic innovation)을 연구할 수 있다. 목판본인 일본 손케이문고본(尊經閣文庫本)이 가장 오래된 본이며, 원간본으로 여겨진다.